# Apisa cleta
Anapisa cleta là một loài bướm đêm thuộc phân họ Arctiinae, họ Erebidae.